# Ghiacciaio Keys
Il ghiacciaio Keys (in inglese Keys Glacier) è un ghiacciaio situato sulla costa di Bakutis, nella parte orientale della Terra di Marie Byrd, in Antartide. Il ghiacciaio, il cui punto più alto si trova a poco meno di 400 m s.l.m., fluisce in direzione nord-est, a partire dalla cime Jenkins, scorrendo tra la cresta Ellis, a nord, e il monte Bray, a sud, fino ad unirsi al ghiaccio pedemontano Maumee.

## Storia
Il ghiacciaio Keys è stato mappato dallo United States Geological Survey grazie a ricognizioni terrestri dello stesso USGS e a fotografie aeree scattate dalla marina militare statunitense (USN) nel periodo 1959-1967; esso è stato poi così battezzato nel 1977 dal Comitato consultivo dei nomi antartici in onore di Keith W. Keys, della USN, controllore di volo presso il campo Williams nel periodo 1975-76.